# Apamejski sporazum
Apamejski sporazum je bil mirovni sporazum, sklenjen leta 188 pr. n. št. med Rimsko republiko in Antiohom III., vladarjem Selevkidskega cesarstva. Sklenjen je bil po rimskih zmagah v bitkah pri Termopilah (191 pr. n. št.) in Magneziji (190 pr. n. št.) in rodoških pomorskih zmagah nad selevkidskim vojnim ladjevjem.
Po Apijanu se je Antioh III. obvezal zapustiti Evropo in Malo Azijo zahodno od Taurusa. Predati je moral vse bojne slone in omejiti svoje vojno ladjevje na dvanajst vojnih ladij. Če bi bil napaden, bi lahko zgradil več novih. Antiohu je bilo na rimskem ozemlju prepovedano rekrutiranje najemnikov in sprejemanje beguncev s teh ozemelj. Rimu je moral predati dvajset talcev po izbiri rimskega konzula. Talci, razen Antiohovega sina, so se lahko zamenjali vsaka tri leta. Novih slonov ni smel uporabljati. Razen tega je moral plačati vojno škodo, ki jo je povzročil: 500 evbojskih talentov takoj, 2.500 po ratifikaciji sporazuma v Rimskem senatu in še 12.000 v dvanajstih letnih obrokih, dostavljenih v Rim. Svojim nasprotnikom je bil prisiljen predati vse ujetnike in dezerterje. Pergamskemu kralju Eumenu II. je moral predati tudi ozemlje, ki ga je pridobil s sporazumom z Eumenovim očetom Atalom I.
Rim je velik del maloazijskega ozemlja prepustil Eumenu. Antioh III. je obdržal Kilikijo, večina Lidije in Karije pa je postala del rodoške Pereje. 
Vsi sporazumi helenističnih vladarjev so praviloma temeljili na njihovi časti in so veljali do njihove smrti. Po drugi strani se njihovim naslednikom ni zdelo nečastno, da ne spoštujejo sporazumov svojih predhodnikov. Zdi se, da so pomorski sporazumi po Antiohovi smrti postali neveljavni, drugi pa so veljali še naprej. 
Sporazum, formaliziran v Apameji, Frigija, je Rimljanom omogočil širitev njihove politične hegemonije na vzhodno Sredozemlje. V tem času je bila moč Rima še vedno majhna, zato je bil odvisen od svoje sposobnosti sklepanja zavezništev z drugorazrednimi silami.